# Stazione di Bertola Baggiovara
La stazione di Bertola Baggiovara è una fermata ferroviaria posta sulla linea Modena-Sassuolo; posta nel centro abitato di La Bertola, frazione del comune di Formigine. Serve anche il centro abitato di Baggiovara, frazione del comune di Modena.

## Storia
La fermata venne attivata il 1º aprile 1883, contestualmente al resto della linea.
Il 25 ottobre 2010 la fermata storica di Baggiovara, collocata al kilometro 10+047 della linea, è stata chiusa e sostituita da una fermata omonima collocata a breve distanza, al kilometro 10+145. Con l'entrata in vigore dell'orario invernale 11 dicembre 2016 il nome è stato parzialmente modificato come Bertola Baggiovara, motivato dalla collocazione della fermata in territorio comunale di Formigine, in corrispondenza della località La Bertola, e della vicinanza al confine comunale con Modena e la sua frazione Baggiovara.

## Strutture e impianti
La fermata è dotata di un unico binario di corsa, servito da un marciapiede con pensilina.
Il marciapiede è alto 55 cm. Non sono presenti sottopassi.
Il sistema di informazioni ai viaggiatori è sonoro e video.

## Movimento
La fermata è servita dai treni regionali in servizio sulla tratta Modena-Sassuolo. Dal 15 settembre 2019, i treni di questa linea sono cadenzati all'incirca ogni 40 minuti; inoltre, ciascuna corsa effettua tutte le fermate.
I treni sono svolti da Trenitalia Tper nell'ambito del contratto di servizio stipulato con la regione Emilia-Romagna.
La bigliettazione è svolta da Seta S.p.A e Trenitalia Tper. Lungo i marciapiedi sono presenti obliteratrici.
A novembre 2019, la stazione risultava frequentata da un traffico giornaliero medio di circa 98 persone (44 saliti + 54 discesi).